# Aladár Deutsch
Aladár Deutsch (geboren 16. April 1871 in Ároktő, Österreich-Ungarn; gestorben 23. Februar 1949 in Prag) war ein tschechoslowakischer Rabbiner.  

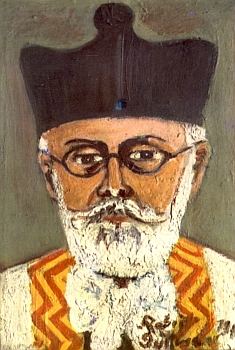
Robert Guttmann: Aladar Deutsch (1941)

## Leben
Aladár Deutsch war ein Sohn des Fabian Deutsch und der Elizabeth Stark. Er studierte in Ungarn und bei Solomon Breuer in Frankfurt am Main. Er wurde Rabbiner in Prag und 1906 Prediger in der Jerusalemsynagoge. Er heiratete 1899 Elsa Lieben. 1901 war Mitgründer des zionistischen Prager Jüdischen Volksvereins.
1930 wurde Deutsch Oberrabbiner in Prag. In der Zeit der deutschen Okkupation der Tschechoslowakei wurde Deutsch 1943 in das Ghetto Theresienstadt deportiert. Er überlebte die Haftbedingungen als gebrochener Mann. 
Seiner Tochter, der Ärztin Ilka Deutsch (1899–1983) gelang die Emigration, sie heiratete in den USA den ebenfalls geflohenen Juristen William J. Dickman, beide arbeiteten später den schriftlichen Nachlass von Deutsch für das United States Holocaust Memorial Museum auf.

## Schriften (Auswahl)

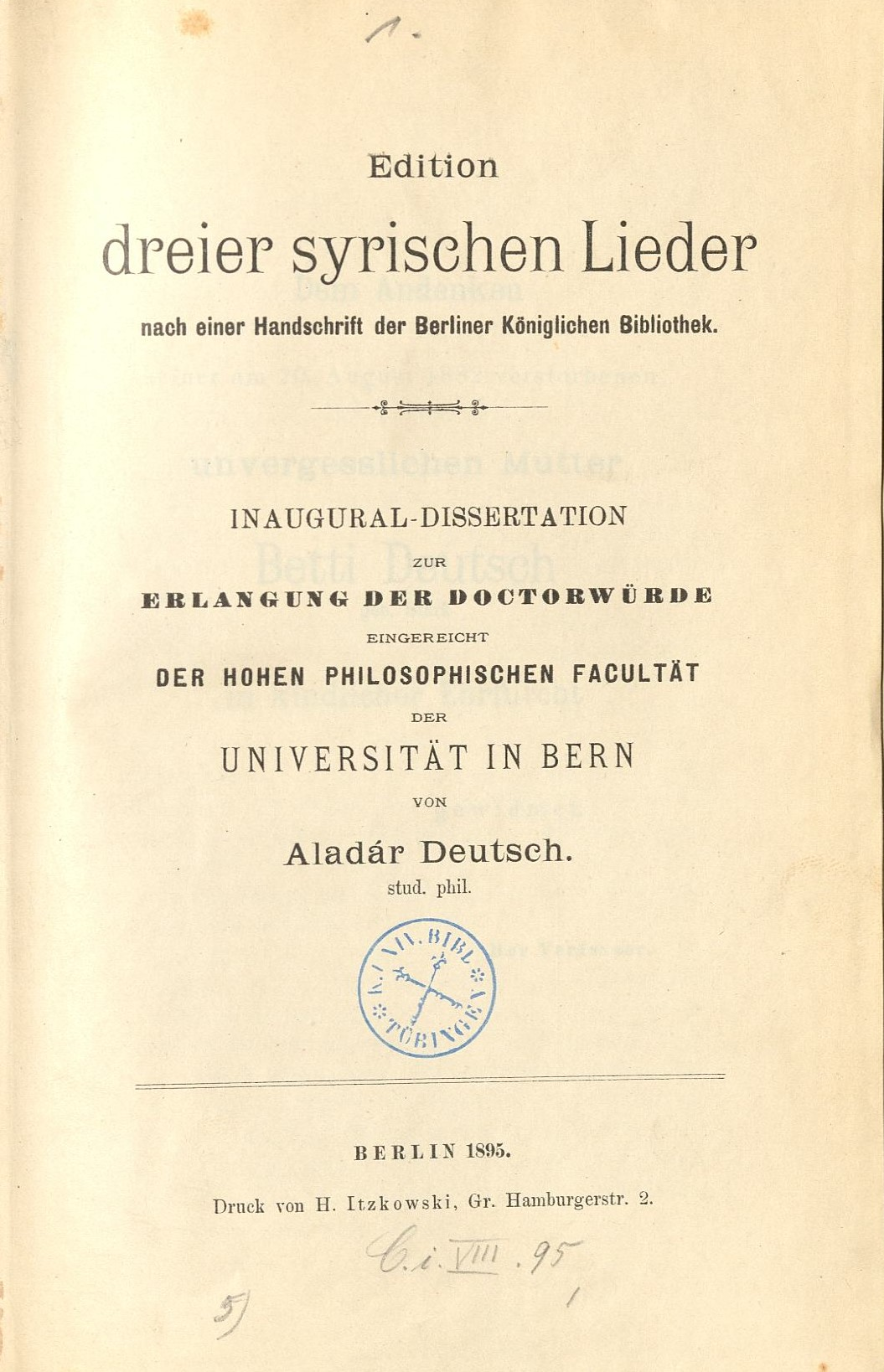
Drei syrische Lieder (1895)

- Edition dreier syrischen Lieder nach einer Handschrift der Berliner Königlichen Bibliothek. Berlin : Itzkowski 1895 Bern, Phil. Diss., 1895
- Israels Leid und Israels Wehr : Sabbat-Predigt gehalten am 16. Mai 1903 unter dem schmerzlichen Eindrucke des Blutbades in Kischinew. Prag : Brandeis, 1903
- Die Zigeiner-, Grossenhof- und Neusynagoge in Prag : Denkschrift herausgegeben anlässlich der Erbauung des aus diesen Gotteshäusern hervorgegangenen Kaiser Franz Josef Jubiläum-Tempels. Prag : Kuh, 1907
- Das Kriegswesen nach der Lehre der Bibel und der Tradition des Judentums. Prag : Mercy, 1915